# Fiat 306
Le Fiat 306 était un autocar fabriqué par la division autobus de Fiat V.I., branche du groupe italien Fiat.
Il a été lancé en 1956 pour remplacer le Fiat 682RN qui avait transporté les italiens depuis la fin de la seconde guerre mondiale.
Cet autocar représentait une révolution culturelle car, pour la première fois, le châssis d'un autocar n'était plus dérivé d'un châssis de camion, mais avait fait l'objet d'une étude spécifique de son châssis et du moteur à plat, placé sous le plancher.
Le choix révolutionnaire d'une telle conception pour un moteur de véhicule industriel lourd imposa une refonte complète du concept et cela permit de dégager beaucoup d'espace à l'intérieur de l'autocar, au grand bénéfice du confort des passagers, sachant qu'à l'époque, le moteur était normalement placé à l'avant du véhicule, donc dans une position très encombrante pour l'accès des voyageurs et la conduite.  Les cars produits par la Société des usines Chausson ont gardé ce type de conception jusqu'au début des années 1960.
Le nouveau Fiat 306, d'une longueur normalisée en Italie, de 11 mètres avec 48 places assises, était équipé du moteur conçu spécialement pour lui, le fameux Fiat 203, un 6 cylindres en ligne à plat de 10.676 cm3 qui passera en 1962 à 11.548 cm3 avec la version 203H/61, développant 176 ch DIN dans sa version originelle. Ce moteur s'avèrera très robuste, fiable et peu gourmand en gazole.
Le Fiat 306 connaîtra 3 séries successives, ce qui explique sa longévité, 26 ans !
- le 306/1 lancé en 1956,
- le 306/2 lancé en 1960,
- et le 306/3 en 1962.

Chaque version a reçu une carrosserie évoluant avec le temps. Comme à l'accoutumée en Italie, le modèle de base Fiat Cansa sera épaulé par les versions carrossées par les maîtres carrossiers qu'étaient Barbi, Bianchi, Dalla Via, Menarini, Orlandi, Viberti qui réalisaient des versions de ligne ou GT et Macchi qui en tira une version bus urbain spéciale.
Nota : Cansa est l'acronyme de "CArrozzerie Novaresi Società Anonima" - Carrosseries de Novare Société Anonyme. Cette société de carrosserie industrielle était une filiale de Fiat Bus dont les ateliers et le siège social est implanté à Cameri, près de Novare. Avec l'introduction du Fiat 343 Cameri, en 1972, l'appellation commerciale devint "Carrozzeria Fiat Cameri".
La production du Fiat 306 cessa fin 1982, 3 ans après les Fiat 308 et Fiat 343. Tous ont été remplacés par le Fiat 370 lancé en 1977. Les derniers Fiat 306 ont été radiés en Italie fin 2000 mais beaucoup d'entre eux ont retrouvé une seconde jeunesse en Afrique et dans les pays de l'Est.

## Les motorisations
- Fiat 203 - 6 cylindres en ligne, 10.676 cm³ - 140 ch. Boîte de vitesses à 4 rapports avec réducteur.

- Fiat 203H - 6 cylindres en ligne, 10.676 cm³ - 144 ch. Boîte de vitesses à 4 rapports avec réducteur.

- Fiat 203HS - 6 cylindres en ligne, 10.676 cm³ avec compresseur volumétrique, 175 ch. Boîte de vitesses à 4 rapports avec réducteur.

- Fiat 203H/61 - 6 cylindres en ligne, 11.548 cm³ - 173 ch. Boîte de vitesses à 4 rapports avec réducteur.